# Грета Гарбо
Грета Гарбо, родена Грета Ловиса Густафсон (на шведски: Greta Lovisa Gustafsson), е шведско-американска актриса, една от най-големите звезди от периода на нямото кино и последвалия го „златен“ период.  През 1999 г. Американският филмов институт включва Гарбо като пета подред в класацията си на най-големите жени звезди на класическото холивудско кино. През 1955 година получава почетен Оскар за цялостната си кариера и незабравимите превъплъщения на екрана.

## Биография
Родена е на 18 септември 1905 г. в Стокхолм в работническо семейство. От ранна възраст започва да играе в театъра, а след това и в киното. Ролята в „Сага за Йоста Берлинг“ („Gösta Berlings saga“, 1924) на Мориц Стилър ѝ донася по-широка известност и работа за „Metro-Goldwyn-Mayer“ в Холивуд, където скоро се превръща в една от водещите актриси.
Първият говорещ филм, в който се снима, е „Ана Кристи“ (1930) по Юджийн О'Нийл. През 1931 година играе ролята на Мата Хари в едноименния филм. За последно се снима през 1941 г. По време на Втората световна война Грета Гарбо сътрудничи на британското разузнаване .
Гарбо не желае да споделя нищо от личния си живот, поради което не дава интервюта, не дава автографи, не посещава премиери на филми и не отговаря на писма на почитатели. Тя е бисексуална и сред любовните ѝ връзки са известни и няколко с други жени.
Гарбо прекарва последните години от живота си в почти пълна самота в Манхатън, Ню Йорк, но много пътешества в компанията на близки приятели, предимно из Западна Европа и по Средиземно море.
Грета Гарбо умира на 84 години от пневмония и бъбречна недостатъчност на 15 април 1990 г.

## Детство
Гарбо е третото дете на Анна Ловиса (1872 – 1944) – домакиня, която впоследствие започва работа в завод за конфитюр и Карл Алфред Густафсон (1871 – 1920) – строителен работник. Гарбо има по-голям брат, Свен Алфред (1898 – 1967) и по-голяма сестра, Алва Мария (1903 – 1926). Родителите ѝ се запознават в Стокхолм, където баща ѝ се е преместил, за да бъде независим и да работи различни нискоквалифицирани длъжности, като чистач на улици, помощник месар, работник във фабрика.
Жени се за Анна, която скоро се мести от Хьогсбю, но двамата са толкова бедни, че живеят в апартамент без топла вода и отглеждат децата си в Блекингегатън, определян като бедняшки квартал. По-късно Гарбо си спомня:
| „ | Беше напълно сиво – през тези дълги зимни нощи. Баща ми седеше в ъгъла, драскайки цифри във вестника. В другата част на стаята, майка ми поправяше стари дрехи. Ние децата говорехме много ниско или просто седяхме тихо. Бяхме изпълнени с безпокойство, като че ли във въздуха имаше някаква опасност. Такива преживявания са незабравими за едно чувствително момиче. Там, където живеехме, всички къщи и апартаменти изглеждаха еднакво, а грозотата им пасваше на всичко, което ни заобикаляше. | “ |

Гарбо е затворено дете. Мрази училище и предпочита да си играе сама. Въпреки това има въображение и рано проявява интерес към театъра. Мечтае да стане актриса и по-късно взима участие в аматьорска пиеса с приятелите си. На 13 Гарбо завършва училище и типично за момиче от работническата класа по това време, не постъпва в гимназия. По-късно говори за комплекса за малоценност, който получила в резултат на това.
През зимата на 1919 г. епидемията от испански грип достига Стокхолм и бащата на Гарбо, към когото тя е много привързана, се разболява. Той започва да отсъства от работа и впоследствие е уволнен. Гарбо остава вкъщи за да се грижи за него и да му помага в седмичните болнични посещения за лечение. Той умира през 1920 г., когато тя е на 14.

## Кариера

### Начало (1920 – 1924)
Първата работа на Гарбо е в бръснарница, но впоследствие по съвет на приятелите си кандидатства в един от големите универсални магазини в Стокхолм и е приета. Там разнася поръчки и работи в отдела за шапки. Не след дълго започва да се изявява като модел за каталога на магазина, което ѝ осигурява по-доходоносна работа като модел. В края на 1920 г. режисьор на филмови реклами за магазина избира Гарбо за модел на женско облекло. Премиерата на първата ѝ реклама е на 12 декември 1920 г. и е последвана от много други през следващата година. Така започва кариерата на Гарбо и през 1922 г. тя е забелязана от кинорежисьора Ерик Артър Петшлер, който ѝ дава роля в късометражната си комедия Питър скитникът.
От 1922 до 1924 г. учи в театралното училище в Стокхолм. През 1924 г. е избрана от финландския режисьор Мауриз Стилър да играе една от основните роли във филма му Сагата на Йоста Берлинг, драматизация по известния роман на носителката на Нобелова награда Селма Лагерльоф. Във филма участва и актьорът Ларс Хенсън. Стилър се превръща в неин ментор, обучавайки я като филмова актриса и занимавайки се с всички аспекти на нейната зараждаща се кариера. Следващата ѝ роля е в германския филм Улица на тъгата, режисиран от Георг Вилхелм Пабст.
Сведенията за първия ѝ договор с Metro-Goldwyn-Mayer се различават. Виктор Шьострьом, уважаван шведски режисьор в MGM е приятел на Стилър двамата се срещат по време на пътуване до Берлин. Има две скорошни версии за последвалите събития. Първата твърди, че Майер винаги търсел нови таланти и проявявал интерес към Стилър. Той му направил предложение, но Стилър искал и Гарбо да бъде част от договора, убеден, че тя ще помогне за развитието на бъдещата му кариера. Майер се колебаел, но впоследствие се съгласил да изгледа Йоста Берлинг. Веднага бил поразен от магнетизма на Гарбо и интересът му към нея станал по-голям от този към Стилър. Според втората версия, Майер гледал Йоста Берлинг преди пътуването си до Берлин и Гарбо била целта му от самото начало.

### Звезда в нямото кино (1925 – 1929)
През 1925 г. Гарбо, която не знае английски, пътува от Швеция по молба на Майер. Двамата със Стилър пристигат в Ню Йорк през юли 1925 г., след десетдневно пътуване с лайнер. Остават в града повече от шест месеца, без да получат известие от студиото. Решават да предприемат самостоятелно пътуване до Лос Анджелис, но минават още пет седмици без контакт. Точно преди да вземе решението да се върне обратно, тя пише до приятеля си в Швеция: „Прав си, когато казваш, че тук не се чувствам у дома... О, обична, малка Швеция, обещавам, че когато се върна при теб, тъжното ми лице ще се усмихне, както никога досега.“
На помощ идва шведски приятел в Лос Анджелис, като се свързва с един от ръководителите на MGM, Ървинг Талберг. Той се съгласява да направи пробни снимки за Гарбо. Талберг е впечатлен и на следващия ден се ангажира с поправянето на зъбите на Гарбо, загубата на част от теглото ѝ, а също така урежда и уроци по английски.
Въпреки че Гарбо очаква да работи заедно със Стилър по първия си ням филм, получава роля в адаптацията на роман от Висенте Бласко Ибанес, с режисьор Монта Бел. Тя заменя Алийн Прингъл, която е 10 години по-стара от нея в ролята на бедно момиче, превърнало се в певица. Филмът е хит и въпреки хладните отзиви в пресата, представянето на Гарбо е прието добре.
Заради успеха на първия американски филм на Гарбо, Талберг решава да ѝ даде подобна роля в друг филм по роман на Ибанес. Менторът ѝ, Стилър, е избран за режисьор.

## Други факти
По случай стогодишнината от рождението ѝ, на 23 септември 2005 г. е отпечатана пощенска марка, посветена на нея. Никога не се е омъжвала, няма деца. През 1927 г. се доближава неимоверно близо до женитба с Джон Гилбърт, но не се появява на церемонията. Царува взаимна нетърпимост и неприязън между нея и Кларк Гейбъл.

## Избрана филмография
| година | филм              | оригинално заглавие | роля                           | режисьор        |
| ------ | ----------------- | ------------------- | ------------------------------ | --------------- |
| 1930   | Ана Кристи        | Anna Christie       | Ана Кристи                     | Кларънс Браун   |
| 1931   | Мата Хари         | Mata Hari           | Мата Хари                      | Джордж Фицморис |
| 1932   | Гранд Хотел       | Grand Hotel         | Грузинская, танцьорката        | Едмънд Гулдинг  |
| 1935   | Анна Каренина     | Anna Karenina       | Ана Каренина                   | Кларънс Браун   |
| 1939   | Ниночка           | Ninotchka           | Ниночка                        | Ернст Любич     |
| 1941   | Жената с две лица | Two-Faced Woman     | Карин Борг Блейк / Катрин Борг | Джордж Кюкор    |